# I'm Not That Girl
I'm not that Girl (non sono quella ragazza) è una canzone del musical Wicked di Stephen Schwartz (vincitore del Grammy Award). Fu interpretata originariamente a Broadway da Idina Menzel nel ruolo di Elphaba. Altre versioni particolarmente apprezzate sono quelle di Nikki Davis-Jones ed Eden Espinosa.

## Nel musical
La canzone è cantata nella seconda metà del primo atto. Durante la canzone Elphaba esprime il proprio amore per Fiyero, il principe degli Winkie ed il ragazzo più popolare dell'università di Shilz, nonché fidanzato di Glinda.
Elphaba capisce che non potrà mai esserci nulla tra loro due perché lui è un principe ricco e carismatico, mentre lei è solo una povera ragazza verde.
La canzone viene brevemente ripresa da Glinda nel secondo atto, quando Fiyero la lascia per fuggire con Elphaba.

## Versione di Kerry Ellis

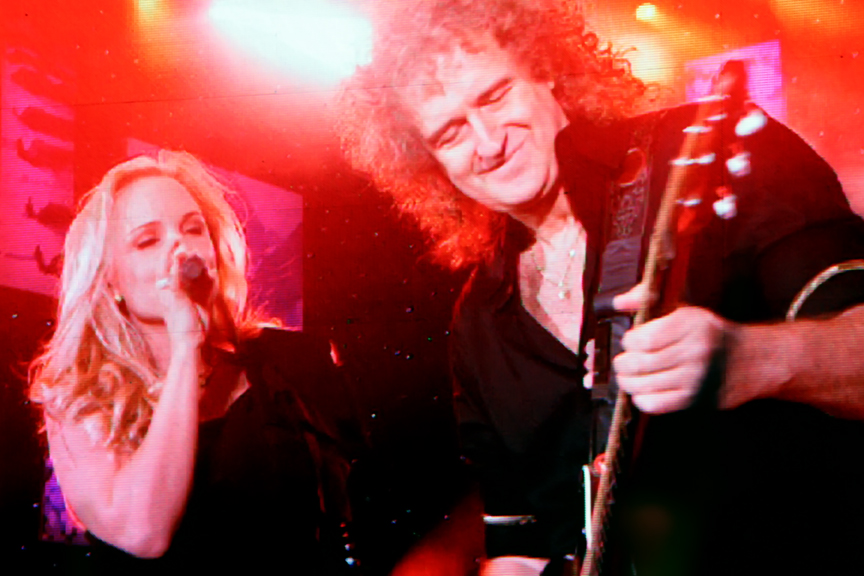
Brian May e Kerry Ellis

Kerry Ellis, che ha interpretato Elphaba sia a Londra che a Broadway, ha inciso una propria versione della canzone nel 2008. In questa nuova versione i testi sono stati parzialmente riscritti ed altri sono stati aggiunti. Questa incisione è in chiave rock, con Brian May che suona la chitarra elettrica.
Il brano fa parte dell'album Wicked in Rock, che comprende anche una versione rock della canzone Defying Gravity.

## Versione di Cynthia Erivo
L'attrice britannica Cynthia Erivo ha eseguito I'm Not That Girl nel ruolo di Elphaba nella prima parte del dittico di trasposizione cinematografica di Wicked, rilasciata il 22 novembre 2024, lo stesso giorno della colonna sonora Wicked: The Soundtrack.

### Classifiche
| Classifica (2024) | Posizione massima |
| ----------------- | ----------------- |
| Stati Uniti       | 94                |